# Amy Price-Francis
Amy Price-Francis (* 16. September 1975 in England) ist eine kanadische Schauspielerin.

## Leben
Aufgewachsen in Toronto, begann Amy Price-Francis ihre Karriere als Schauspielerin im Jahre 1998. Seitdem wirkte sie an inzwischen mehr als 35 Projekten im Film und Fernsehen mit. Unter anderem spielte sie in TV-Serien wie 24, Nip/Tuck, The Cleaner und K-Ville. Price ist auch bekannt für ihre Rolle als Meredith in Californication. Amy Price-Francis spielt auch die Hauptrolle in der kanadischen Krimiserie King, die in Deutschland bei VOX ausgestrahlt wurde.
Während ihres Studiums an der National Theatre School of Canada in Montreal entwickelte sie eine große Leidenschaft für das Theater. Amy Price-Francis' kanadische Theateraufführungen beinhalten sowohl klassische als auch zeitgenössische Werke, so zum Beispiel The Winters' Tale, The Game of Love And Chance, Spring Awakening, California Boyz, The Shape of Things oder Proof.
Amy Price-Francis lebt seit 2007 in Los Angeles.

## Filmografie (Auswahl)
- 1998–1999: Little Men (Fernsehserie, 16 Folgen)
- 2001: Invitation
- 2001–2002: Tracker (Fernsehserie, 22 Folgen)
- 2003: The Pentagon Papers
- 2003: Alien Tracker
- 2004: Clara Harris – Verzweifelte Rache (Suburban Madness)
- 2004: Snakes & Ladders (Fernsehserie, 6 Folgen)
- 2005: Our Fathers
- 2005: Wedding Bells (Cake)
- 2006: Shades of Black: The Conrad Black Story
- 2006: Wenn der Mond auf die Erde stürzt (Earthstorm)
- 2006–2007: Rumours (Fernsehserie, 20 Folgen)
- 2007: Californication (Fernsehserie, 4 Folgen)
- 2008–2009: The Cleaner (Fernsehserie, 26 Folgen)
- 2009: 24 (Fernsehserie, 6 Folgen)
- 2010: Life Unexpected – Plötzlich Familie (Life Unexpected, Fernsehserie, 5 Folgen)
- 2010: The Mentalist (Fernsehserie, Folge 2x16)
- 2011: Criminal Minds (Fernsehserie, Folge 6x24)
- 2011: The Chicago Code (Fernsehserie, 4 Folgen)
- 2011–2012: King (Fernsehserie, 21 Folgen)
- 2014: The Purge: Anarchy
- 2014: Republic of Doyle – Einsatz für zwei (Republic of Doyle, Fernsehserie, 1 Folge)
- 2015: Girl on the Edge
- 2017: Fifty Shades of Grey – Gefährliche Liebe (Fifty Shades Darker)
- 2018: Fifty Shades of Grey – Befreite Lust (Fifty Shades Freed)
- 2018: I Still See You – Sie lassen dich nicht ruhen (I Still See You)

## Auszeichnungen
- 2012: ACTRA Award für Outstanding Performance – Female in King